# Day Dreams (pel·lícula de 1922)
Day Dreams (també conegut com Daydreams) és un curtmetratge de comèdia estatunidenc de 1922 dirigit i protagonitzat per Buster Keaton. És més famós per una escena on Keaton es troba a l'interior d'una roda de pales d'un vaixell fluvial. És una  pel·lícula parcialment perduda i disponible des de fonts de domini públic.

## Argument
Buster vol casar-se amb una noia, però el seu pare ho desaprova. Per tant, Keaton promet que anirà a la ciutat i trobarà feina o es suïcidarà. Accepta diversos llocs de treball (conserge, empleat en un hospital d'animals, netejador de carrers, extra en una obra de teatre, ...) que tots van malament. A les escenes finals es queda atrapat dins d'una roda de pales d'un vaixell fluvial, on ha de córrer per sortir-ne. Al final torna amb el pare de la seva xicota, però com que va fracassar en tots els sentits li donen una pistola per disparar-se. Buster, però, aconsegueix trobar-se a faltar i, per tant, és expulsat per la finestra pel pare de la noia.

## Repartiment
- Buster Keaton com el jove[5]
- Renée Adorée com la noia
- Edward F. Cline com a director de teatre (sense acreditar)
- Joe Keaton com a pare de la noia (sense acreditar)
- Joe Roberts com a l'alcalde (sense acreditar)

## Producció
Filmat, en part, a San Francisco, Oakland, i Los Angeles.